# Orrer Wald und Große Laache

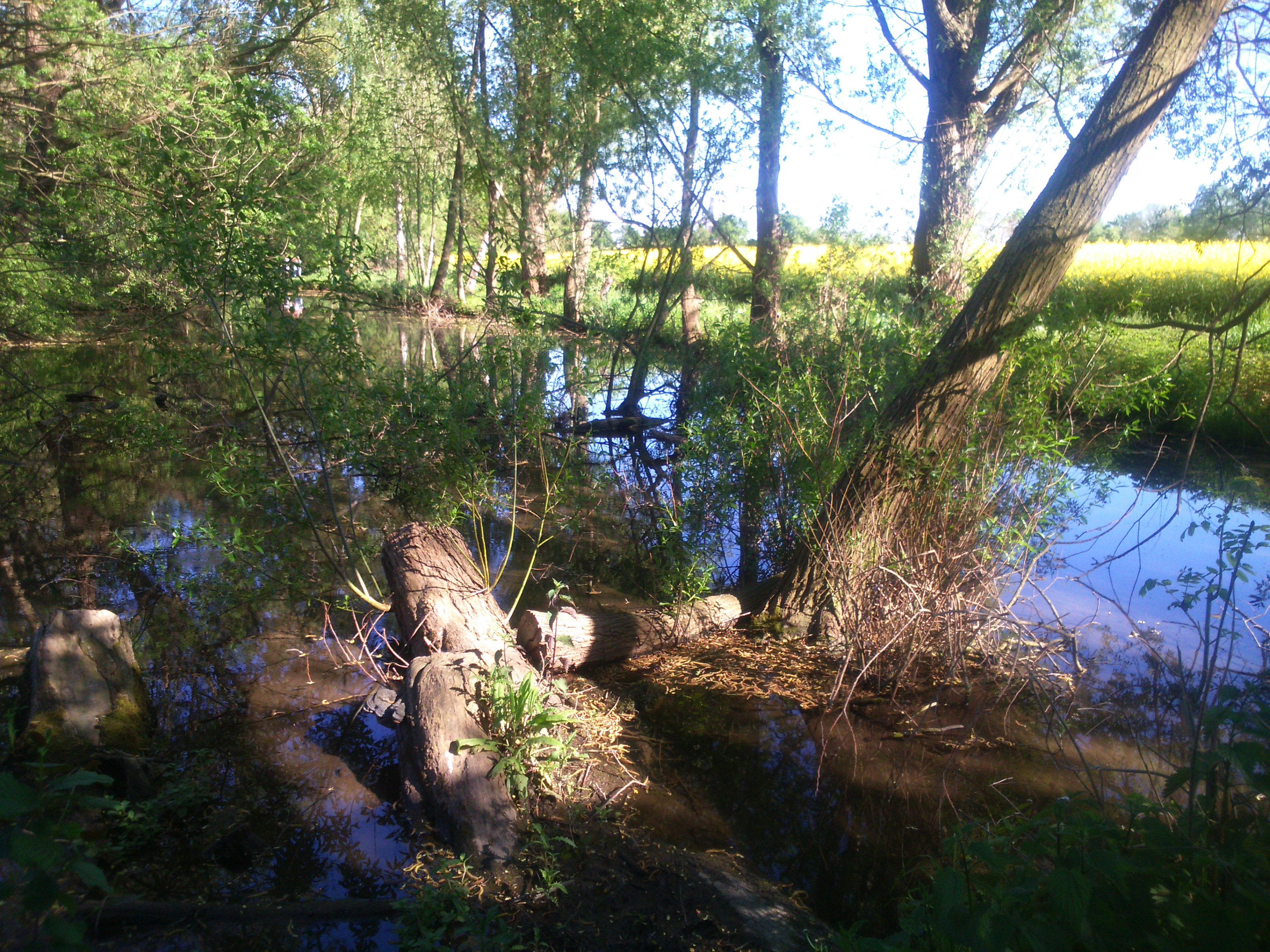
Kleiner Weiher am Pulheimer Bach im Naturschutzgebiet Orrer Wald und Große Laache (2016)

Das Naturschutzgebiet Orrer Wald und Große Laache befindet sich auf dem Gebiet der Stadt Pulheim im Rhein-Erft-Kreis in Nordrhein-Westfalen. Es liegt zwischen dem östlichen Stadtrand von Pulheim und dem Kölner Stadtteil Auweiler.

## Bedeutung
Das 60,01 ha große Gebiet ist unter der Kennung BM-032 als Naturschutzgebiet ausgewiesen. 